# Karen Helen Wiltshire

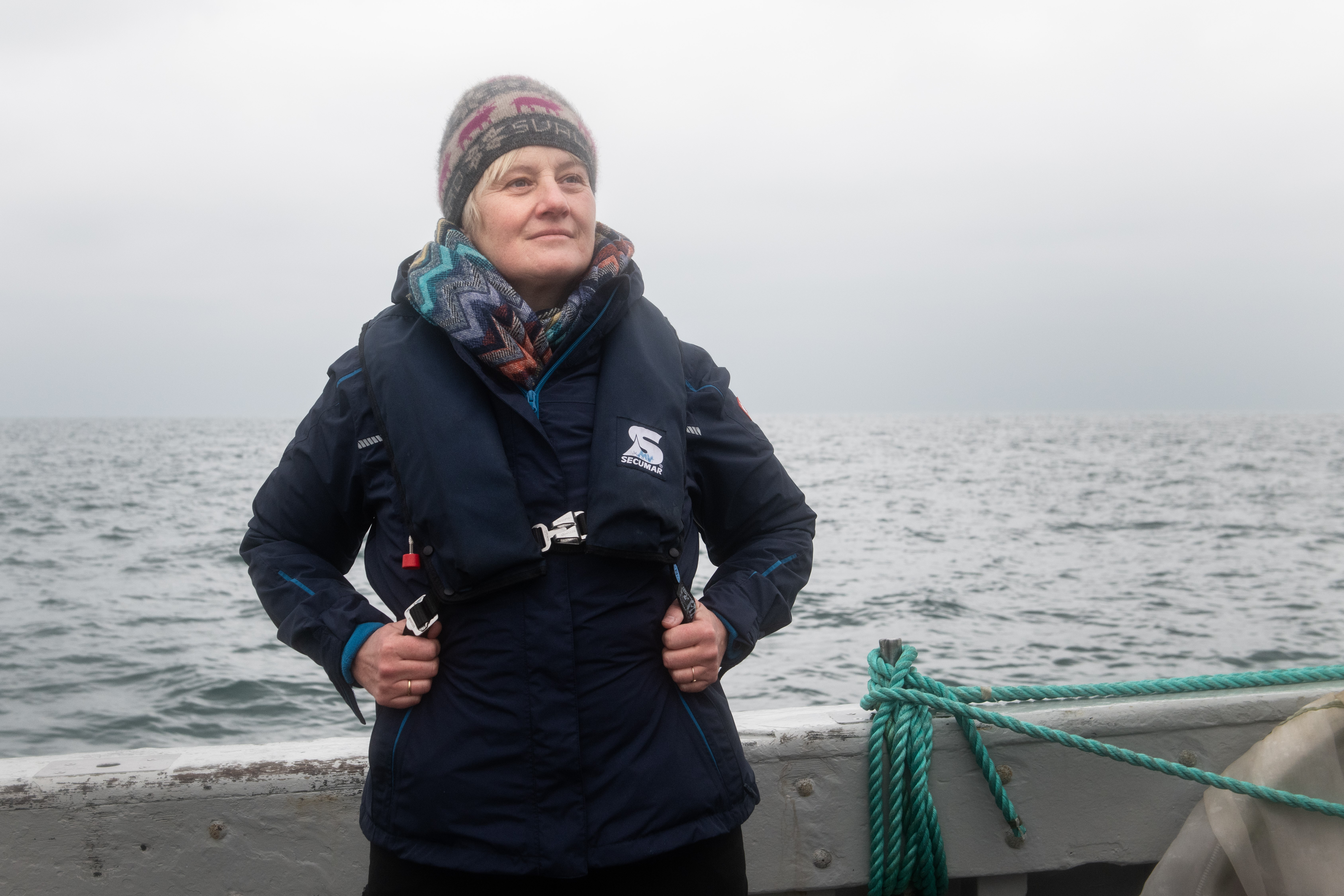
Karen Helen Wiltshire (2019)

Karen Helen Wiltshire (* 1962 in Dublin, Irland) ist eine irische Umweltwissenschaftlerin und Hochschullehrerin. Sie war Professorin für Schelf-Ökosysteme an der Christian-Albrechts-Universität zu Kiel und eine der stellvertretenden Direktorinnen des Alfred-Wegener-Institut Helmholtz-Zentrum für Polar- und Meeresforschung (AWI). Im Juli 2024 wechselte sie an das Trinity College Dublin.

## Leben
Wiltshire studierte am Trinity College Dublin und schloss mit einem Master in Environmental Science ab. Sie promovierte und habilitierte (2001) in der Hydrobiologie an der Universität Hamburg. Sie arbeitete als Postdoc u. a. in Folge am GKSS Geesthacht und der University of St. Andrews, Scotland. 2006 wurde sie zur Professorin für Geowissenschaften an der Jacobs University berufen.
Als eine der Stellvertretenden Direktorinnen des AWI war Wilthishire Direktorin der Biologischen Anstalt Helgoland; der AWI Station auf Sylt und Helgoland; Head of Coastal Programme Paces; Head of Coastal Ecology Section und verantwortlich für die Longterm Data Sets auf Helgoland und Sylt. Sie war zudem Direktorin des POGO Center of Excellence. Im Juli 2024 wechselte sie als erste Inhaberin des CRH-Lehrstuhls für Klimaforschung an das Trinity College Dublin.
Im November 2022 hatte sie laut Google Scholar einen h-Index von 44, laut Datenbank Scopus einen von 37.
Wiltshire unterstützt die Scientist For Future und nahm im März 2019 an einer Stellungnahme in der Bundespressekonferenz teil.

## Publikationen (Auswahl)
- Stefan Becker et al.: Laminarin is a major molecule in the marine carbon cycle. In: Proceedings of the National Academy of Sciences. Band 117, Nr. 12, S. 6599–6607, doi:10.1073/pnas.1917001117.
- Diana E. Bowler at al.: Cross-realm assessment of climate change impacts on species’ abundance trends. In: nature ecology & evolution. Band 1, 2017, doi:10.1038/s41559-016-0067.
- Philip C. Reid et al.: Global impacts of the 1980s regime shift. In: Global Change Biology. Band 22, Nr. 2, 2016, S. 682–703, doi:10.1111/gcb.13106.
- Hanno Teeling et al.: Substrate-Controlled Succession of Marine Bacterioplankton Populations Induced by a Phytoplankton Bloom. In: Science. Band 366, Nr. 6081, 2012, S. 608–611, doi:10.1126/science.1218344.
- Karen Wiltshire et al.: Helgoland Roads, North Sea: 45 Years of Change. In: Estuaries and Coasts. Band 33, 2010, S. 295–310, doi:10.1007/s12237-009-9228-y.
- Karen Wiltshire et al.: Resilience of North Sea phytoplankton spring bloom dynamics: An analysis of long‐term data at Helgoland Roads. In: Limnology and Oceanography. Band 53, Nr. 4, 2008, S. 1294–1302, doi:10.4319/lo.2008.53.4.1294.
- Karen H. Wiltshire, Bryan F. J. Manly: The warming trend at Helgoland Roads, North Sea: phytoplankton response. In: Helgoland Marine Research. Band 58, Nr. 4, 2004, S. 269–273, doi:10.1007/s10152-004-0196-0.